# Тефроит
Тефроит (от др.-греч. τεφρός — пепельно-серый) — минерал, силикат марганца. Химическая формула: Mn2SiO4. Входит в группу оливина (фаялит — богатый железом член группы, форстерит — богатый магнием.).
Минерал найден в шахте Стерлинг Хилл (англ. Sterling Hill, Нью-Джерси, США). Впоследствии его находили в Лонгбане (Швеция), Корнуолле (Великобритания).
Своё название минерал получил благодаря цвету, хотя встречаются оливково-зелёные, зеленовато-синие или коричневые разновидности.

## Свойства
Минерал с твёрдостью  5,5— 6 и плотностью 4,11 — 4,39 г/см³, достаточно тяжёлый для неметаллических минералов.
Растворим в хлорной кислоте.
В отличие от фаялита, встречающегося в магматических породах, тефроит находят в метаморфических. Встречается вместе с кварцем, кальцитом, родонитом, спессартином и пр.